# Вороний Марко Миколайович
Марко́ Микола́йович Ворони́й (5 (18) березня 1904, Чернігів — 3 листопада 1937, ур.Сандармох, Карелія) — український поет, перекладач, дитячий поет доби розстріляного відродження. Син Миколи Вороного.
Жертва сталінського терору.

## Життєпис
Народився в сім'ї відомого українського поета Миколи Вороного й Віри Вербицької-Антіох, доньки поета Миколи Вербицького. Навчався в Чернігівській гімназії.
1918 року записався добровольцем в армію Денікіна, однак його не взяли, оскільки був неповнолітнім. Якийсь час жив у Катеринодарі. 1920 року повернувся в Україну, працював вантажником.

Марко Вороний з батьком. 1920-ті роки

Після повернення батька з Польщі разом із ним жив у Харкові, потім у Києві. Навчався на режисерському факультеті Київського музично-драматичного інституту ім. Лисенка. З 1928 року працював на кіностудії, перекладав титри фільмів з російської мови на українську. Восени 1933 року перебрався до Москви, працював у журналі «Наши достижения», подорожував по всьому Союзу.

### Загибель
1934 року, коли заарештували Миколу Вороного, Марко повернувся в Україну, разом із батьком вимагав в інстанціях переглянути справу. У цей час безробітний. 19 березня 1935 року, в день його народження, Марка Вороного заарештували. Військовий трибунал Київського військового округу на закритому судовому засіданні 1—4 лютого 1936 року засудив Марка Миколайовича Вороного до 8 років виправно-трудових таборів. Покарання відбував у місті Кем, потім на Соловках. Особливою трійкою управління НКВС Ленінградської області 9 жовтня 1937 року поета засуджено до розстрілу. Вирок виконано 3 листопада 1937 року.
Ухвалою Військової колегії Верховного суду СРСР від 23 січня 1958 року вироки стосовно Марка Вороного скасовано, а справу припинено за відсутністю складу злочину.

## Творчий доробок

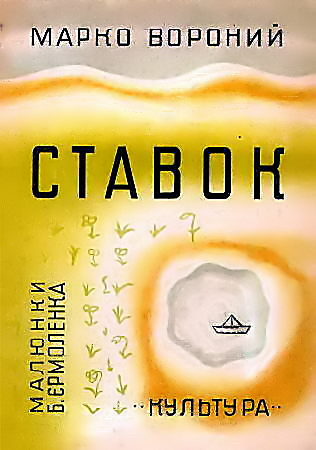
Марко Вороний. Ставок. 1930

Видав 5 книжок для дітей (усі — 1930) та збірку віршів «Форвард» (1932). Перекладав з німецької (Райнер Марія Рільке, Георг Гайм, Альфред Ліхтенштайн), французької (Рене Сюллі-Прюдом, Шарль Бодлер, зокрема знаменитого «Альбатроса»), італійської (Джованні Бокаччо), єврейської (Давид Гофштейн) мов.
|  | Марко Вороний. Ставок (1930) Ой за садом у нас, за городом у нас Є великий ставок, глибокий ставок. А кругом бережок, жовтенький пісок: А кругом лужок — зелений муріжок; А кругом трава та високі дерева, Та ліси та поля, та уся земля. |

## Вшанування пам'яті
У Києві є вулиця Родини Вороних.

## Видання
- Будівельники. — Київ, 1930.
- Коники. — Київ, 1930.
- Носоріг. — Київ, 1930.
- Ставок / Мал. Бориса Єрмоленка. — Київ: Культура, 1930. — 14 с.: іл.
- Червоні краватки / Мал. Євгена Рачова. — Київ: Культура, 1930. — 11 с.: іл.
- Форвард. — Харків; Київ: ЛіМ, 1932.